# Glochidion lucidum
Glochidion lucidum là một loài thực vật có hoa trong họ Diệp hạ châu. Loài này được Blume mô tả khoa học đầu tiên năm 1826.